# هیتچین
latitudeهیتچینlongitudeهیتچین
هیتچین (به انگلیسی: Hitchin) یک شهر و شهرک در بریتانیا است که در هرتفوردشر واقع شده‌است.

## خصوصیات
هیتچین ۳۳٬۳۵۲ نفر جمعیت دارد.